# Рудник Брасина
Рудник Брасина је налазиште антимона које се налази у истоименом селу на територији општине Мали Зворник. У последње време рудник не ради, због нерентабилне производње.

## Географски положај
Масив планине Борања обилује лежиштима руде олова и цинка, која се налазе у његовом северном, источном и западном делу, док читава подрињска област представља најпознатије антимонско подручје Европе. Појаве и лежишта антимона простиру се од планине Гучево до Крупња и даље ка југоистоку.

## Историја
Према истраживању српског историчара Момчила Спремића по изворима из Дубровачког архива, у раду „Јадар у средњем веку”, наводи податке који сведоче о рудној активности у подрињским селима у средњем веку.

## Рудник данас
Рудник Брасина је данас у великој мери девастиран, зарастао у коров и без икакве заштите. Улаз у стари рудник је запуштен и почео је да се обрушава. Ранжирна станица одакле је кретала жичара са корпама руде до испиралишта и до Зајаче, где се прерађивала је у пожару потуно изгорела, а сви покретни делови однети.